# Ali Hazelwood
Ali Hazelwood (Trento, ...) è una scrittrice e neuroscienziata italiana sotto pseudonimo. Molti dei suoi romanzi sono incentrati sulle donne negli ambiti STEM e nel mondo accademico. Il suo romanzo di debutto, The Love Hypothesis, è stato un best seller del New York Times.

## Biografia
È nata e cresciuta in Italia, a Trento, ma ha vissuto anche in Giappone e in Germania prima di trasferirsi negli Stati Uniti per conseguire il suo dottorato di ricerca in neuroscienze. Durante il suo percorso di laurea, ha studiato la simulazione cerebrale e le neuroscienze cognitive.
Ha lavorato come professoressa fino al 2023, quando si è presa una pausa dal mondo accademico per concentrarsi sulla sua carriera di scrittrice.

## Carriera
Il suo primo romanzo, The Love Hypothesis, è stato pubblicato nel settembre 2021 ed è stato nella lista dei best seller del New York Times per più di 40 settimane. La storia è stata originariamente scritta come fan fiction sui personaggi di Rey e Kylo Ren della saga di Guerre Stellari, che ha pubblicato per la prima volta su Archive of Our Own nel 2018. Nel 2022, ha pubblicato il suo secondo romanzo, Love on the Brain, e altre tre novelle: Under One Roof, Stuck with You e Below Zero.
Nel 2023, ha pubblicato una raccolta delle sue prime tre novelle in un unico libro intitolato Loathe to Love You. Nello stesso anno ha pubblicato il suo terzo romanzo per adulti, Love, Theoretically, così come il suo primo romanzo young adult, Check & Mate.
Nel 2024, ha pubblicato il romanzo paranormale del sottogenere omegaverse Bride. Il suo settimo libro, Not in Love, è stato pubblicato nel giugno 2024.

## Opere

### Romanzi
- The Love Hypothesis. Il teorema dell'amore (The Love Hypothesis, 2021), traduzione di Roberta Zuppett, Milano, Sperling & Kupfer, 2022. ISBN 978-88-20-07405-0
- Love on The Brain. L'amore in testa (Love on The Brain, 2022), traduzione di Benedetta Gallo, Milano, Sperling & Kupfer, 2023. ISBN 978-88-20-07606-1
- Love, Theoretically. La fisica dell'amore (Love Theoretically, 2023), traduzione di Benedetta Gallo, Milano, Sperling & Kupfer, 2023. ISBN  978-88-20-07760-0
- Check & Mate (Check & Mate, 2024)
- Bride (Bride, 2024), traduzione di Benedetta Gallo, Milano, Sperling & Kupfer, 2024 ISBN 978-88-20-07933-8
- Not in Love (2024), inedito in italiano
- Deep End (Deep End, 2025)
- Problematic Summer Romance (2025)
- Mate (2025)

### Novelle
- Raccolta The STEMinist Novellas (Loathe to Love You, 2023), traduzione di Roberta Zuppett, ebook, 2023
  - Under One Roof. Un tetto per due (Under One Roof, 2022), traduzione di Roberta Zuppett, ebook, 2022
  - Stuck with You. Un ascensore per due (Stuck with You, 2022), traduzione di Roberta Zuppett, ebook, 2022
  - Below Zero. Amore sottozero (Below Zero, 2022), traduzione di Roberta Zuppett, ebook, 2022
- Cruel Winter With You (2024)